# Ódarne
Ódarne (búlgaro: О̀дърне) es un pueblo de Bulgaria perteneciente al municipio de Pórdim de la provincia de Pleven.
Se ubica unos 10 km al sureste de la capital municipal Pórdim, sobre la carretera 3501 que lleva a Letnitsa.
El topónimo es de origen túrquico y viene a significar "pequeño lugar elevado para sentarse o dormir". Siempre ha sido una localidad étnicamente mixta donde han convivido búlgaros y turcos. Durante la Sublevación de Abril de 1876, la localidad fue uno de los centros de operaciones del revolucionario Bacho Kiro.

## Demografía
En 2011 tenía 963 habitantes, de los cuales el 68,95% eran étnicamente búlgaros y el 28,66% turcos.
En anteriores censos su población ha sido la siguiente:
| Gráfica de evolución demográfica de Ódarne entre 1934 y 2011 |
|                                                              |